# Edi Orioli
Edi Orioli (ur. 5 grudnia 1962 w Udine) – włoski rajdowiec terenowy, 4-krotny zwycięzca Rajdu Dakar w latach: 1988, 1990, 1994 i 1996. W roku 2005 wziął udział w Rajdzie Dakar, gdzie prowadził fabryczny samochód Isuzu.

## Osiągnięcia
- 1. miejsce w Rajdzie Dakar w latach: 1988, 1990, 1994 i 1996 (motocykl)
- 2. miejsce w Rajdzie Dakar w roku 1987 (motocykl)
- 3. miejsce w Rajdzie Dakar w roku 1995 (motocykl)
- 1. miejsce w Rajdzie Faraonów w roku 1993 (samochodem Nissan)